# Cabot (Arkansas)
Pour les articles homonymes, voir Cabot.
Cabot est une ville de l'Arkansas située dans le comté de Lonoke, aux États-Unis.

## Démographie
| 1880 | 1900 | 1910 | 1920 | 1930 | 1940 | 1950  | 1960  |
| ---- | ---- | ---- | ---- | ---- | ---- | ----- | ----- |
| 154  | 294  | 441  | 447  | 684  | 741  | 1 147 | 1 321 |

| 1970  | 1980  | 1990  | 2000   | 2010   | - | - | - |
| ----- | ----- | ----- | ------ | ------ | - | - | - |
| 2 903 | 4 806 | 8 319 | 15 261 | 23 776 | - | - | - |

## Source
- (en) Cet article est partiellement ou en totalité issu de l’article de Wikipédia en anglais intitulé « Cabot, Arkansas » (voir la liste des auteurs).